# Neohipparion
Neohipparion és un gènere extint de mamífers perissodàctils de la família dels èquids que visqueren a Centreamèrica i Nord-amèrica des del Miocè mitjà fins al Pliocè inferior, fa entre 3,6 i 16 milions d'anys. Se n'han trobat restes fòssils al Canadà, els Estats Units, Guatemala, Hondures i Mèxic. Eren hiparioninis de mida mitjana a grossa i dents de tipus moderadament o molt hipsodont. Eren tridàctils, és a dir, tenien tres dits a cada pota. El nom genèric Neohipparion significa ‘nou Hipparion’.